# Saint-Flour, Puy-de-Dôme
Saint-Flour är en kommun i departementet Puy-de-Dôme i regionen Auvergne-Rhône-Alpes i centrala Frankrike. Kommunen ligger i kantonen Saint-Dier-d'Auvergne som tillhör arrondissementet Clermont-Ferrand. År 2022 hade Saint-Flour 272 invånare.

## Befolkningsutveckling
Antalet invånare i kommunen Saint-Flour
| Referens: INSEE |